# シャルル・ド・モルニー
シャルル・オーギュスト・ルイ・ジョゼフ・ド・モルニー（Charles Auguste Louis Joseph, duc de Morny、1811年10月21日 - 1865年3月10日）は、フランス第二帝政期の政治家。ナポレオン3世の異父弟。元はドモルニー（Demorny）という姓であったが、貴族風にド・モルニー（de Morny）と改め、さらにモルニー公爵（duc de Morny）の称号を得た。

## 生涯
タレーランの息子シャルル・ド・フラオ伯爵と、ナポレオン・ボナパルトの弟ルイ・ボナパルトと前年まで妻だったオルタンス・ド・ボアルネとの間に生まれた。2人は結婚しておらず、息子はシャルル・ド・フラオに引き取られたが、サントドミンゴの地主とされた（事実は異なる）オギュスト・ジャン・ドゥモルニー（Auguste Jean Demorny）の嫡子として届けられた。1834年から1年間アルジェリアに従軍した。母オルタンスが1837年に死去すると葬儀に出席して、初めてルイ＝ナポレオン・ボナパルト（後のナポレオン3世）と出会う。このときはよそよそしい関係だった。
その後、実業家となり、オーヴェルニュ地方クレルモンで甜菜砂糖工場を経営し、1842年にはピュイ＝ド＝ドーム県選出の代議院議員となる。しかし経済状態が悪化したため、愛人の勧めもあり、資金を融通してもらうために、当時第二共和政の大統領だったルイ＝ナポレオンに接近する。1851年のクーデターではプロデューサー的な役割を果たし、成功後のフランス第二帝政期に内務大臣に任命された。しかし、オルレアン家の財産没収にオルレアン派の立場から反対して辞職した。
その後、立法院入りし、1854年からは議長になった。1856年にはフランス代表使節としてロシア皇帝アレクサンドル2世の即位式に参列し、公爵令嬢ソフィヤ・セルゲーエヴナ・トルベツカヤと知り合って結婚。
1857年開場のパリロンシャン競馬場建設に、ジョッケクルブ会員のモルニーは主導的役割を果たし、フランス革命で廃されたままのロンシャン平原の旧ロンシャン王立修道院跡に誘致した。追悼記念として、現在ドーヴィル競馬場にモルニ賞が設けられている。
1862年にモルニー公爵に叙される。1865年、立法院議長在職中に死去した。